# Parafia Matki Bożej Fatimskiej w Gdańsku
Parafia Matki Bożej Fatimskiej w Gdańsku – rzymskokatolickie sanktuarium i parafia położone na osiedlu Żabianka w gdańskiej dzielnicy Żabianka-Wejhera-Jelitkowo-Tysiąclecia przy placu kard. Stefana Wyszyńskiego. Wchodzi w skład dekanatu Gdańsk Przymorze, który należy do archidiecezji gdańskiej.

## Historia

### Pierwsza parafia pw. Wniebowzięcia Najświętszej Maryi Panny
Historia duszpasterstwa na Żabiance, sięga początków lat '80 XX wieku
8 lutego 1981 bp Lech Kaczmarek – Ordynariusz Gdański, erygował parafię Wniebowzięcia Najświętszej Maryi Panny, której administratorem parafii mianował ks. Jerzego Kühnbauma. On też 14 czerwca poświęcił plac kard. Stefana Wyszyńskiego pod budowę kościoła. Na potrzeby kultu Bożego stanęła tam prowizoryczna kaplica, nazywana „Betlejemką”, obejmująca przykryty namiotem ołtarz polowy zbudowany z łodzi rybackiej. W sierpniu 1981 burza zniszczyła namiot, w miejscu   którego zbudowano drewnianą kaplicę. W 1982 władze państwowe wyraziły zgodę na budowę Kościoła przy ulicy Gdyńskiej, który do dziś funkcjonuje jako sąsiednia parafia Chrystusa Odkupiciela. Na wiele lat to właśnie ten kościół parafialny stał się centrum życia religijnego mmieszkańców Żabianki.
W 1986 parafia otrzymała zgodę na budowę Kościoła przy placu kard. Stefana Wyszyńskiego, a 5 czerwca 1986 ks. Kühnbaum został ustanowiony proboszczem. W tym samym roku parafię odwiedził kard. Franciszek Macharski, udzielając błogosławieństwa.
27 czerwca 1996 abp Tadeusz Gocłowski – Metropolita Gdański, dokonał podziału administracyjnego paraffi na Żabiance. W efekcie kościół przy ul. Gdyńskiej stał się ośrodkiem parafii Chrystusa Odkupiciela, a kościół budowany przy placu kard. Wyszyńskiego stał się ośrodkiem parafii Matki Bożej Fatimskiej. Jednocześnie kościół parafialny został ustanowiony Archidiecezjalnym Sanktuarium Matki Bożej Fatimskiej. Jest to wotum dziękczynne za dar nawiedzenia Żabianki przez figurę Matki Bożej z Fatimy w dniach 8–9 maja 1996.

### Sanktuarium Matki Bożej Fatimskiej[3]
27 czerwca 1996 arcybiskup metropolita gdański – Tadeusz Gocłowski CM, erygował parafię jednocześnie budowany kościół parafialny ustanowił Sanktuarium dedykowane Matce Bożej Fatimskiej. Nowo erygowana parafia objęła część terenu parafii Wniebowzięcia Najświętszej Maryi Panny – obecnie Chrystusa Odkupiciela na Żabiance oraz część terenu parafii Najświętszej Maryi Panny Królowej Różańca Świętego na Przymorzu. Proboszczem nowo utworzonej parafii i kustoszem sanktuarium został ustanowiony ks. mgr Piotr Tworek. Wprowadzono go na urząd proboszcza podczas pierwszej mszy, odprawianej w parafii 7 lipca 1996, w obecności dziekana dekanatu przymorskiego ks. prał. Jana Majdera. Od tego czasu msze odbywały się w „Betlejemce” aż do 7 października 1996, kiedy to abp Gocłowski poświęcił tymczasową kaplicę utworzoną w części wejścia głównego, pod chórem, budowanego kościoła.
W tym okresie przybyła do parafii figura Matki Bożej Fatimskiej. Figurę poświęcił 27 listopada 1965 papież Paweł VI. Od tamtego czasu figura czekała na swoje docelowe miejsce w Gdańskim Seminarium Duchownym. Od czasu wprowadzenia figury Fatimskiej do kaplicy, ta stała się miejscem wspólnej modlitwy mieszkańców osiedla. To w niej 13 czerwca 1997 wierni uczestniczyli w modlitwach z okazji peregrynacji relikwii św. Wojciecha.
Z zaangażowaniem kontynuowano prace budowlane. Bryłę kościoła częściowo pokryto dachem miedzianym. Pierwszą mszę w tak zadaszonym kościele odprawił bp Zygmunt Pawłowicz – biskup pomocniczy gdański, była to pasterka 24 grudnia 1998. 13 grudnia 1999 abp Gocłowski uroczyście wmurował kamień węgielny poświęcony w Fatimie. W październiku 2000 odbywają się Misje Święte, a prowadzi je paulin – o. Stanisław Jarosz. Na ich zakończenie arcybiskup poświęcił krzyż misyjny na placu przed kościołem. Od 13 listopada 2000 w prezbiterium, do którego przeniesiono figurę Matki Bożej. 7 listopada 2000 wspólnota parafialna otrzymała specjalne błogosławieństwo podpisane przez papieża Jana Pawła II.
7 kwietnia 2002 parafia uzyskała relikwie św. Faustyny Kowalskiej. Zostały one wystawione na ołtarzu podczas nabożeństwa do Bożego Miłosierdzia w Niedzielę Miłosierdzia Bożego 9 kwietnia. W czerwcu 2002 nieznani sprawcy podpalili „Betlejemkę”. Szeroki zakres zniszczeń wymusił rozbiórkę kaplicy – pierwszego miejsca wspólnych modlitw mieszkańców Żabianki.
W drugiej połowie 2003 kościół został ocieplony od zewnątrz, a także w listopadzie sanktuarium otrzymało od Jana Pawła II świecę z łacińskim tekstem „Ojcze Nasz”. W 2004 wybudowano  kaplicę boczną Matki Bożej Fatimskiej, do której przeniesiono figurę Matki Bożej. Od tego czasu codziennie jest tam odprawiana wieczorna msza. W tym samym roku, podczas Kongresu Różańcowego dla przedstawicieli kół różańcowych archidiecezji, abp Gocłowski przekazał sanktuarium piuskę papieża Polaka. W lutym 2006, w związku z peregrynacją obrazu Jezusa Miłosiernego, odbyły się Misje. Abp Tadeusz Gocłowski CM poświęcił wówczas obraz Jezusa Miłosiernego, ofiarowany wcześniej przez jedną z rodzin. 12 września 2008 w parafii przebywał kard. Javier Lozano Barragán – przewodniczący Papieskiej Rady ds. Duszpasterskiej Służby Zdrowia, uczestnik XI Europejskiego Kongresu Stowarzyszeń Lekarskich.
W następnych latach modlitwa i troska o życie duchowe rodzin łączyła się z realizacją kolejnych etapów budowy kościoła. W październiku 2010 abp Sławoj Leszek Głódź – metropolita gdański, poświęcił nowy ołtarz, ambonę i chrzcielnicę oraz zainstalował w mensie ołtarza relikwie bł. ks. Jerzego Popiełuszki. W dniach 23–25 lutego 2014 w parafii miała miejsce peregrynacja figury św. Michała Archanioła z Groty Objawień Gargano we Włoszech. 14 maja 2014 odbyła się wizytacja abpa Mieczysława Mokrzyckiego – metropolity lwowskiego, który przekazał relikwiarz z włosami św. Jana Pawła II. 14 maja 2016 abp Sławoj Leszek Głódź dokonał konsekracji kościoła oraz koronacji figury Matki Bożej Fatimskiej. W uroczystościach uczestniczyli też biskupi pomocniczy archidiecezji: Wiesław Szlachetka oraz Zbigniew Zieliński. 30 maja 2016 do sanktuarium z wizytą przybył kard. Kazimierz Nycz. 13 maja 2017  wokół figury Matki Bożej Fatimskiej zostały umieszczone tablice zawierające wota dziękczynne parafian za łaski otrzymane za wstawiennictwem Matki Bożej. 29 października 2017 z wizytą do parafii przybył abp Mirosław Adamczyk.

## Proboszcz
- od 27 VI 1996: ks. prał. mgr Piotr Tworek[5]
  - komisja wizytacyjna (zespół 1) od 30 IX 2022
  - członek Komisji ds. Sztuki i Budownictwa Sakralnego w archidiecezji od 6 IV 2022
  - członek Rady Kapłańskiej od 17 I 2022
  - członek Rady ds. Ekonomicznych od 18 X 2021
  - administrator obiektów kurialnych w Oliwie od 8 III 2021